# BL755
Die BL755 ist eine ungelenkte Streu- oder Clusterbombe, die 1970 von Hunting Engineering, Ltd. in Ampthill, Bedfordshire (Großbritannien) entwickelt wurde. Hauptverwendungszweck ist die Vernichtung von gepanzerten Verbänden sowie Sekundärtreffer bei Weichzielen (Transportfahrzeuge und Kombattanten).

## Bauweise
Die BL755 ist im Äußeren einer üblichen 450-kg-Sprengbombe ähnlich, weist jedoch einen zylinderförmigen Rumpf auf. In diesem Rumpf befindet sich eine Welle, um die Auswerfer platziert sind. Am Heck sind zudem teleskopartig ausfahrende Hilfsflügel zur Flugstabilisierung angeordnet. Um die Welle im Rumpf ist die Ladung (Bomblets bzw. Landminen) platziert, die durch eine Aluminium-Blechhülle zusammengehalten und nach dem Abwurf durch eine voreingestellte Zeit oder durch einen Radarhöhenmesser separiert wird. Beim Auswurf werden die Bomblets über eine Fläche von etwa 150 mal 60 Metern verteilt. BL755 kann wahlweise mit 147 Hohlladungs-Bomblets oder 49 Panzerabwehrminen vom Typ HB876 beladen werden.

## Verwendung
Die BL755 wurde hauptsächlich von der Royal Air Force und deren Harrier, Jaguar, Panavia Tornado und Hawk im Tiefabwurf verwendet. Die RAF setzte die Waffe 1982 im Falklandkrieg mit den BAE Harrier Gr.3 ein, um Treibstoffdepots und andere Einrichtungen auf den von den Argentiniern eingenommenen Flugplätzen anzugreifen. Außerdem war die Waffe bis 2007 im Golfkrieg wie auch in Bosnien-Herzegowina im Einsatz. Auch bei der deutschen Luftwaffe war dieser Bombentyp im Bestand und als Bewaffnung für Panavia Tornado sowie bis zur jeweiligen Ausmusterung für F-104G Starfighter, Alpha Jet A und F-4F bzw. RF-4E Phantom II vorgesehen.

### Trägerflugzeuge
Es kamen folgende Trägerflugzeuge zum Einsatz:
- BAE Harrier Gr.3/5/7/9
- Fairchild A-10A „Thunderbolt II“
- SEPECAT Jaguar Gr.1/4
- Panavia Tornado Gr.1/4
- BAE Hawk T.Mk.1
- Chengdu J-7 „Fishbed“
- NAMC Q-5 „Fatan“
- SOKO J-22 „Orao“ / IAR-93 „Vultur“
- Breguet/Dornier Alpha Jet A
- Lockheed F-16 Fighting Falcon
- Lockheed F-104G „Starfighter“
- Hawker Hunter F.Mk.58
- Mikojan MiG-27 „Flogger“
- Mikojan MiG-21 „Fishbed“
- Northrop F-5E/F „Tiger II“
- McDonnell Douglas F/RF-4/D/E/F/M „Phantom II“
- Saab 105 (nur testweise)

### Nutzer
- Äthiopien
- Belgien
- Deutschland
- Griechenland
- Indien
- Iran
- Italien
- Niederlande
- Nigeria
- Oman
- Österreich: Es wurde die Verwendung mit der Saab 105 erfolgreich getestet. Eine Beschaffung erfolgte aber nicht
- Pakistan
- Portugal
- Saudi-Arabien
- Schweiz
- Serbien
- Simbabwe
- Vereinigte Arabische Emirate
- Vereinigtes Königreich